# Boom économique américain des années 1990
Le boom économique américain des années 1990 est une longue période de prospérité économique, caractérisée par une croissance continue du PIB pendant presque dix années (soit la plus longue période d'expansion enregistrée dans l'histoire des États-Unis). Cette période démarre après la fin de la récession du début des années 1990 en mars 1991 et s'interrompt en mars 2001 avec le début de la récession du début des années 2000, à la suite de l'explosion de la bulle internet.

## Historique

Évolution mensuelle du taux de chômage aux États-Unis de 1990 à 2000

Les années 1990 aux États-Unis sont restés dans la mémoire collective comme une période de solide croissance économique, de création de nombreux emplois, de faible inflation, d'augmentation de la productivité et d'un dynamisme du marché des actions qui résultent de la combinaison de changements technologiques rapides et d'une politique monétaire saine. Ces performances économiques s'accompagnent d'une amélioration des indicateurs sociaux notamment du revenu médian (qui augmente du 10 % au cours de la décennie) et de la forte baisse du taux de pauvreté (qui passe de 15 à 11 % entre 1993 et 2000).

### Conjoncture morose (1990-1992)

#### Récession de 1990-1991
La prospérité des années 1990 n'est cependant pas uniforme sur l'ensemble de la décennie. L'économie américaine était en récession entre juillet 1990 et mars 1991 à la suite de plusieurs facteurs : 
- La crise des Savings and loan en 1989
- La hausse du prix du pétrole à la suite de la guerre du Golfe
- L'essoufflement du cycle de croissance amorcé en 1983.

La résurgence de l'inflation en 1988 et 1989 avait aussi obligé la Réserve fédérale à hausser les taux d'intérêt à hauteur de 8 % au début-1990, ce qui restreignait le crédit dans une économie déjà en voie d'affaiblissement. La croissance du PIB et les créations d'emplois demeurèrent très faibles jusqu'à la fin-1992. Le taux de chômage aux États-Unis passa de 5,4 % en janvier 1990 à 6,8 % en mars 1991 puis culmina à 7,8 % juin 1992. Près de 1,621 million d'emplois ont été supprimés pendant la récession. L'importante chute de l'inflation au cours de l'année 1991 permit à la Réserve fédérale de baisser son taux directeur à un niveau historiquement faible alors de 5 % afin de stimuler la croissance.

#### Une reprise sans création d'emplois en 1991-1992
Pour la première fois depuis la Grande Dépression, l'économie américaine connut une « croissance sans emploi », c'est-à-dire une reprise économique sans création d'emplois. La croissance du PIB et la profitabilité des entreprises revenaient à leurs niveaux habituels, mais les créations d'emplois piétinèrent, montrant l'importance du secteur financier et tertiaire dans l'économie américaine qui avaient surpassé en importance l'industrie manufacturière dans les années 1980.

#### Alternance politique en 1992
Politiquement, la morosité économique fragilisa la candidature du président en exercice George H.W. Bush à l'élection de 1992. Le candidat démocrate, Bill Clinton profita de la morosité économique et de l'usure de l'administration républicaine après 12 années de présidence. Le chômage ne descendit pas sous la barre des 7 % avant juillet 1993 et 6 % avant septembre 1994.

### Rebond économique (1994-2000)

#### Redémarrage vigoureux en 1994
C'est au printemps 1994 que l'économie américaine sortit de l'ornière. La croissance du PIB décolla et 3,85 millions d'emplois furent créées, un record qui ne fut atteint à nouveau et dépassé qu'en 2015. La croissance du PIB atteint 4,25 % en rythme annuel au premier semestre 1994, propulsée par une consommation dynamique. Les ménages américains retrouvent la confiance grâce au bon climat économique et puisent dans leur épargne pour financer leurs achats (notamment de biens durables). Les taux d'intérêt favorables et la hausse des revenus encouragent les achats d'automobiles (pour remplacer un parc automobile vieillissant) et de biens d'équipement de la maison (notamment pour équiper les constructions neuves). Le secteur de la construction relève la tête et les mises en chantier connaissent une croissance à deux chiffres. Seule la réduction des dépenses du gouvernement (notamment des dépenses militaires) affecte négativement la croissance.
L'année 1995 marqua une pause dans la croissance économique, principalement du fait du relèvement des taux d'intérêt par la Réserve fédérale de 3 à 6 % à la fin-1994 pour prévenir tout risque d'inflation. La pause fut cependant brève, l'investissement crut fortement dans le sillage de l'émergence de la bulle internet provoquant un vigoureux redémarrage de l'économie à la fin-1995. 1996 fut une année de stable et forte croissance et le chômage passa sous la barre des 5 % en mai 1997 pour la première fois depuis décembre 1973.

#### Arrêt des activités gouvernementales à l'hiver 1995-96
L'arrêt des activités gouvernementales à la fin de l'année 1995 et au début de 1996 a perturbé fortement l'activité économique américaine. Cet arrêt a été causé par le conflit opposant le président démocrate Bill Clinton au Congrès à majorité républicaine issu des élections de 1994. L'impossibilité d'arriver à un accord sur le budget entraîna la suspension automatique des activités gouvernementales.  Celle-ci s'est produite en deux étapes : entre le 13 et le 19 novembre 1995 puis surtout entre le 16 décembre 1995 et le 6 janvier 1996 pour un total de 27 jours. Le premier arrêt a causé la suspension de 800 000 employés du gouvernement fédéral et le second 284 000 (au 2 janvier 1996. À titre d'exemple les réductions de service aux bureaux de visa et d'immigration impactèrent massivement les compagnies aériennes et l'industrie touristique américaine dans son ensemble (entre 20 000 et 30 000 demandes par jour étant laissées sans réponse),.

#### Forte réduction du déficit public
Cette prospérité, combinée à l'Omnibus Budget Reconciliation Act of 1990 (en) et Omnibus Budget Reconciliation Act of 1993 (en) (qui combinent hausse des prélèvements fiscaux et baisse des dépenses), permet au gouvernement fédéral américain de réduire fortement son déficit qui passe de 290 milliards de dollars de déficit public en 1992 à 236,4 milliards de dollars d'excédent public en 2000, un record. La réduction du besoin de financement de l'État fédéral permit de dégager plus de capital pour le financement des marchés et entreprises, causant une chute des taux d'intérêt sur les prêts stimulant la croissance du PIB.

#### Résilience de l'économie américaine malgré les crises extérieures
La décennie 1990 (en particulier la période 1995-2000) est aussi celle d'une série de crises financières qui menaçaient potentiellement l'économie américaine :
- La crise économique mexicaine de 1994-1995
- La crise économique asiatique de 1997
- La crise financière russe de 1998
- La crise économique argentine démarrée en 1999

Cependant, malgré quelques chutes du marché boursier et déstabilisation de la balance commerciale américaine, l'économie américaine est restée particulièrement résiliente face à ces divers facteurs d'instabilité jusqu'à l'explosion de la bulle internet qui culmina en mars 2000. La Réserve fédérale donna un coup de pouce supplémentaire à l'économie américaine en baissant ses taux d'intérêt à 4,75 % en novembre 1998 pour alimenter les marchés financiers en dollars pour éviter tout risque de crise économique mondiale et restaurer la confiance de l'économie américaine qui avait chuté lors du paroxysme de la crise économique asiatique en 1997.

#### Bulle boursière des valeurs internet
L'assouplissement du crédit coïncide avec une hausse spectaculaire du marché boursier en 1999 et 2000. Le NASDAQ, à moins de 800 pts en 1994 dépassa les 5 000 pts en mars 2000. Le Dow Jones Industrial Average qui se négociait à 2 000 pts en 1990 et 4 000 en 1995 a pratiquement triplé pour atteindre plus de 11 000 pts à la mi-2000.

### Retournement de la conjoncture (à partir de 2000)
En avril 2000, le chômage s'élevait à seulement 3,8 % et ne dépassa pas les 4 % entre septembre et décembre 2000. Au cours de la décennie, 23 672 000 emplois ont été créés. Le salaire horaire a progressé de 10,1 % entre 1996 et 2000. Cependant, à partir de la mi-2000 l'économie américaine commence à s'essouffler. La Réserve fédérale hisse son taux directeur à 6,5 % en mai 2000 mais le cycle économique commence à s'inverser à la fin-2000. La croissance chuta, les créations d'emplois ralentirent, les marchés boursiers s'effondrèrent et les fondamentaux de la récession de 2001 se constituèrent mettant fin au boom économique des années 1990.

## Données statistiques

### Tableau récapitulatif
| Année   | Croissance du PIB                                                 | Créations d'emplois (en milliers)                                 | Solde public (en milliards)                                       | Indice de confiance des consommateurs                             | Évolution de la production industrielle                           |
| ------- | ----------------------------------------------------------------- | ----------------------------------------------------------------- | ----------------------------------------------------------------- | ----------------------------------------------------------------- | ----------------------------------------------------------------- |
| 1990    | 1,86 %                                                            | 311                                                               | −221,2                                                            | 81,6                                                              | 0,99 %                                                            |
| 1991    | −0,26 %                                                           | −858                                                              | −269,3                                                            | 77,5                                                              | −1,50 %                                                           |
| 1992    | 3,4 %                                                             | 1 154                                                             | −290,4                                                            | 77,3                                                              | 2,87 %                                                            |
| 1993    | 2,87 %                                                            | 2 788                                                             | −255,1                                                            | 82,8                                                              | 3,27 %                                                            |
| 1994    | 4,11 %                                                            | 3 851                                                             | −203,2                                                            | 92,3                                                              | 5,23 %                                                            |
| 1995    | 2,55 %                                                            | 2 152                                                             | −164,0                                                            | 92,2                                                              | 4,65 %                                                            |
| 1996    | 3,79 %                                                            | 2 794                                                             | −107,5                                                            | 93,6                                                              | 4,53 %                                                            |
| 1997    | 4,51 %                                                            | 3 355                                                             | −22,0                                                             | 103,2                                                             | 7,16 %                                                            |
| 1998    | 4,4 %                                                             | 3 002                                                             | 69,2                                                              | 104,6                                                             | 5,83 %                                                            |
| 1999    | 4,87 %                                                            | 3 174                                                             | 125,6                                                             | 105,8                                                             | 4,44 %                                                            |
| 2000    | 4,17 %                                                            | 1 948                                                             | 236,4                                                             | 107,6                                                             | 3,90 %                                                            |
| Légende | - Meilleur résultat de la décennie - Pire résultat de la décennie | - Meilleur résultat de la décennie - Pire résultat de la décennie | - Meilleur résultat de la décennie - Pire résultat de la décennie | - Meilleur résultat de la décennie - Pire résultat de la décennie | - Meilleur résultat de la décennie - Pire résultat de la décennie |

#### Graphiques
Pour des raisons techniques, il est temporairement impossible d'afficher le graphique qui aurait dû être présenté ici.

Pour des raisons techniques, il est temporairement impossible d'afficher le graphique qui aurait dû être présenté ici.

Budget fédéral de 1990 à 2000 en milliards de dollars courants   - Recettes
  - Dépenses
  - Déficit ou excédent